# 新加马
新加马是巴西戈亚斯州的一个市镇。总面积191.675平方公里，总人口96442人，人口密度503.2人/平方公里。